# 聖地亞哥德丘科

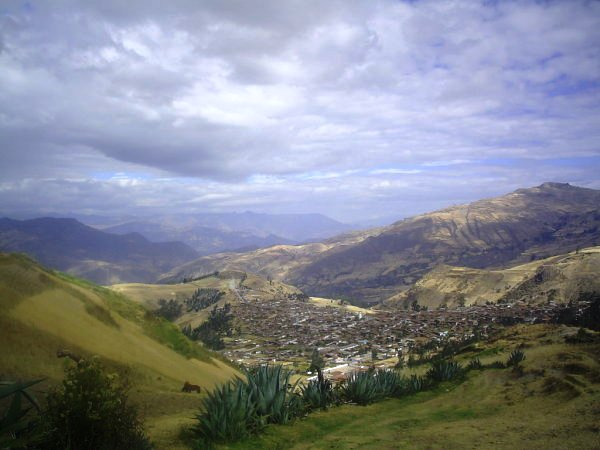

聖地亞哥德丘科（西班牙語：Santiago de Chuco），是秘魯的城鎮，位於該國西北部拉利伯塔德大區，是聖地亞哥德丘科省的首府，始建於1553年7月23日，海拔高度13,120米，2005年人口25,000。